# Sanry-sur-Nied
Sanry-sur-Nied är en kommun i departementet Moselle i regionen Grand Est (tidigare regionen Lorraine) i nordöstra Frankrike. Kommunen ligger i kantonen Pange som tillhör arrondissementet Metz-Campagne. År 2022 hade Sanry-sur-Nied 422 invånare.

## Befolkningsutveckling
Antalet invånare i kommunen Sanry-sur-Nied
| Referens: INSEE |